# Россия на чемпионате мира по боксу среди женщин 2018
Россия на чемпионате мира по боксу среди женщин 2018, который проходил с 15 по 24 ноября 2018 года в Индии, была представлена 10 спортсменами во всех весовых категориях. 

## Состав сборной России
8 ноября 2018 года был объявлен состав сборной России на чемпионат мира по боксу:
| Спортсменка        | Вес     | 1/32 финала             | 1/16 финала             | 1/8 финала                 | Четвертьфинал         | Полуфинал          | Финал |
| ------------------ | ------- | ----------------------- | ----------------------- | -------------------------- | --------------------- | ------------------ | ----- |
| Екатерина Пальцева | 48 кг   | нет раунда              | Джози Габуко (0:5)      | -                          | -                     | -                  | -     |
| Светлана Солуянова | 51 кг   | Жайна Шекербекова (0:5) | -                       | -                          | -                     | -                  | -     |
| Виктория Кулешова  | 54 кг   | нет раунда              | нет боя                 | Жуселин Ромеу (2:3)        | -                     | -                  | -     |
| Мария Сартакова    | 57 кг   | Мона Местьян (4:1)      | Хелена Энвалль (3:2)    | Ариас Кастенада (0:5)      | -                     | -                  | -     |
| Анастасия Белякова | 60 кг   | нет боя                 | Элиза Уильямс (5:0)     | Ян Вэньлу (2:3)            | -                     | -                  | -     |
| Екатерина Дынник   | 64 кг   | нет раунда              | Эми Бродхерст (1:4)     | -                          | -                     | -                  | -     |
| Ярослава Якушина   | 69 кг   | нет раунда              | Оушей Джонс (4:1)       | Каролина Кошевская (4:1)   | Надин Апетц (0:4)     | -                  | -     |
| Дарима Сандакова   | 75 кг   | нет раунда              | Бусеназ Сюрменели (3:2) | Наоми Грэм (RSC-I R2 1:14) | -                     | -                  | -     |
| Мария Уракова      | 81 кг   | нет раунда              | нет раунда              | Агата Качмарская (DSQ)     | -                     | -                  | -     |
| Кристина Ткачёва   | + 81 кг | нет раунда              | нет раунда              | нет боя                    | Гузаль Исматова (3:2) | Шеннур Демир (0:5) | -     |

## Итоги чемпионата
Из десяти спортстменок сборной России, только одной удалось завоевать медаль чемпионата мира. В категории свыше 81 кг, Кристина Ткачёва, начав своё выступление с четвертьфинального раунда принесла команде единственную награду. 
Ещё одна спортсменка остановилась в шаге от медалей чемпионата - Ярослава Якушина. Она проиграла в четвертьфинальном поединке.